# Archives départementales du Cantal
Les archives départementales du Cantal sont un service du conseil départemental du Cantal situé à Aurillac (Auvergne-Rhône-Alpes, en France).

## Fonds

### Ensemble des documents conservés
Les archives départementales du Cantal regroupaient en 2006, plus de 9 300 mètres linéaires de documents, plus de 15 000 ouvrages et 750 documents sonores numérisés.

### Archives numérisées
Outre la possibilité de rechercher dans ses bases documentaires, les archives donnent accès en ligne aux numérisations consultables de l'état civil.

## Sociétés et revues liées aux archives départementales du Cantal

### Société des lettres, sciences et arts La Haute-Auvergne
Cette société savante qui succédait à la Société cantalienne, a son siège qui est transféré depuis peu à l'ancien hôtel de Cébié, à Aurillac. Elle publie la Revue de la Haute-Auvergne.

### La photothèque cantalienne
Elle a été créée vers 1956 au siège des anciennes archives d'Aurillac, avec un fichier photographique de l'habitat rural.
En 1962, la société La Haute Auvergne intègre la photothèque en constituant une nouvelle section en vue d'établir une sorte de recensement des richesses artistiques et archéologiques du département. Deux ans plus tard, la photothèque et la Société de la Haute-Auvergne se séparent, et une Association pour la photothèque cantalienne est créée. La prospection du département est entreprise en vue de constituer et de mettre à disposition des chercheurs une documentation photographique dans le domaine de l'architecture et de l'art. Son siège fut fixé aux archives départementales.
La photothèque organise des campagnes photographiques, des expositions…
La commission Auvergne de l'Inventaire général des monuments et richesses artistiques de la France, créée en 1971, commence ses travaux par une opération cantalienne : l'inventaire du canton de Vic-sur-Cère qui paraîtra en 1984. Un comité départemental cantalien est créé en juin 1972, et la photothèque continue à avoir pour mission de s'occuper du préinventaire en liaison avec celui-ci. Pendant cette période, les collections se sont accrues considérablement.
Le comité départemental est renouvelé une dernière fois en 1984 avant sa suppression, le préinventaire est alors retiré aux enquêteurs bénévoles.
Depuis 1993, l'association, qui a été dotée de statuts rénovés et de buts plus larges, reçoit comme nouvelle dénomination : Photothèque et archives cantaliennes qui exprime sa double vocation : d'une part la conservation et l'enrichissement de la Photothèque cantalienne, d'autre part le soutien aux archives publiques de Haute-Auvergne. Elle organise à nouveau des expositions.
Sa documentation comprend actuellement[Quand ?] 18 000 épreuves et 12 678 clichés. Elle a été en grande partie numérisée, est consultable soit dans la salle de lecture des archives départementales, soit par internet.

## Pour approfondir